# Saks Fifth Avenue
Saks Fifth Avenue es una cadena de grandes almacenes de lujo en los Estados Unidos, propiedad y operada por Saks Fifth Avenue Enterprises (SFAE), una subsidiaria de Saks Incorporated.  Compite con las tiendas departamentales de lujo de Neiman Marcus, Bergdorf Goodman, Barneys New York, Bloomingdale's y Lord & Taylor. La tienda insignia de Saks Fifth Avenue está en Manhattan, en la ciudad de Nueva York.  
Saks Fifth Avenue Enterprises (SFAE) cuenta con 54 tiendas Saks Fifth Avenue, 48 Saks,  5 tiendas fuera y saks.com.

## Historia

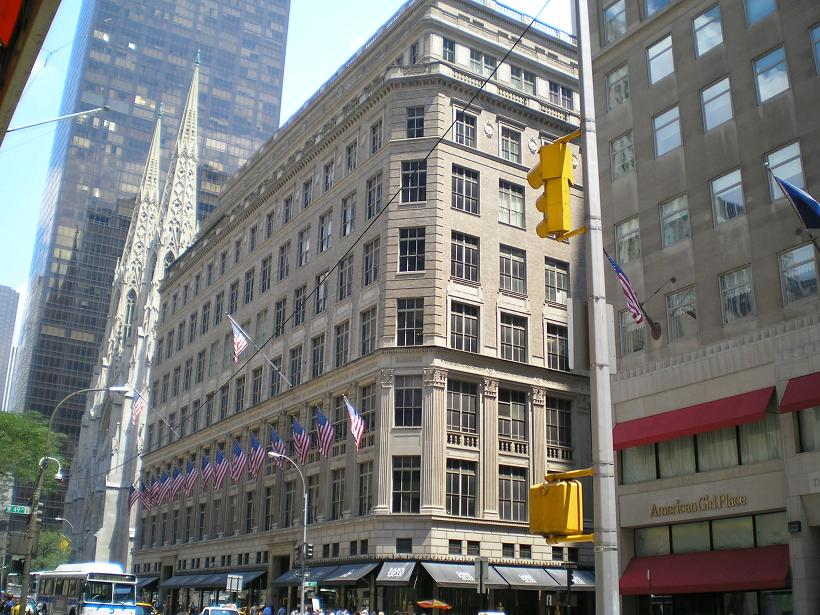
La tienda principal Saks Fifth Avenue en Manhattan.

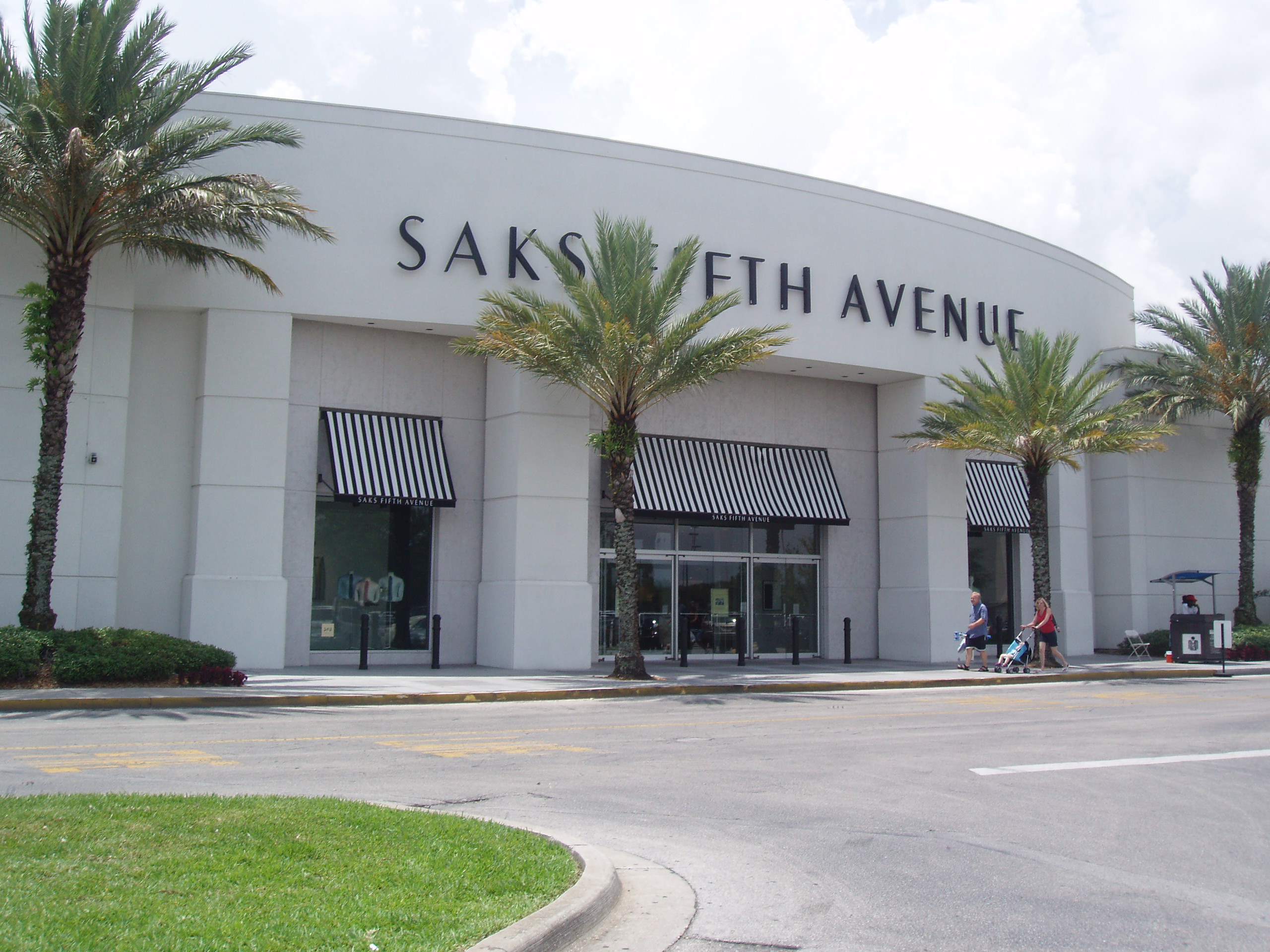
Saks Fifth Avenue en Orlando, Florida en The Florida Mall

Saks Fifth Avenue es la empresa sucesora fundada por Andrew Saks en 1867 y se incorporó en Nueva York en 1902 como Saks & Company.  Andrew murió en 1912 y en 1923 Saks & Co. se unió con Gimbel Brothers, Inc., operando separadamente como una subsidiaria anónima.  El 15 de septiembre de 1924, Horace Saks y Bernard Gimbel abrieron su tienda insignia de Saks Fifth Avenue.
Cuando el primo de Bernard's Adam Gimbel se convirtió en el presidente de Saks Fifth Avenue en 1926 después de la sorpresiva muerte de Bernard, empezó a tomar interés en invertir en otras tiendas a nivel nacional.  La primera tienda fuera de Nueva York abrió en 1926 en la ciudad de Palm Beach, Florida como una tienda resort, luego le siguió una tienda Southampton resort abierta en 1928. La primera tienda completa de Saks store se abrió en Chicago en 1929, luego le siguió otra tienda resort en Miami Beach.  En 1938 Saks se expandió a la costa oeste, abriendo una tienda en Beverly Hills, California. Para finales de los años 1930 Saks Fifth Avenue tenía un total de 10 tiendas, incluyendo tiendas resorts en Sun Valley, Mount Stowe y Newport.  Luego se abrieron tiendas completas en Detroit en 1940 y Pittsburgh en 1949.  En el centro de Pittsburgh, la empresa se trasladó de su ubicación independiente a aproximadamente una cuadra de su antiguo hogar en el cuarto piso en el centro de Gimbel.  La tienda en San Francisco abrió en 1952 y luego en los años 1960 le siguieron más expansiones hasta los años 1990 incluyendo en Texas, el Medio Oeste, y el Sur.  La primera tienda internacional, operada bajo la licencia de SFAE, abrió en Riad, Arabia Saudita, con un mercado de los millonarios del Medio Oriente, convirtiendo a Saks en una tienda global. Luego le siguieron otras tiendas en los Emiratos Árabes Unidos en Dubái y en Burj Khalifa.  El 28 de noviembre de 2007, abrió la cuarta tienda en la Ciudad de México en el lujoso Centro Comercial Santa Fe, convirtiéndola en la única tienda Saks en Hispanoamérica, y su segunda tienda en Riad, Arabia Saudita por su alta demanda y debido al perfil socioeconómico de su población, en su mayoría de clase alta. En el año 2010 abre una segunda tienda en la Ciudad de México, ahora en la Plaza Carso, ubicada en la exclusiva y famosa zona residencial de Polanco junto al museo Soumaya. Recientemente en 2015, Saks Fifth Avenue se extendió hacia Puerto Rico, abriendo su primera tienda en el Caribe en el lujoso centro comercial The Mall of San Juan.
BATUS Inc. adquirió Gimbel Bros., Inc. y su subsidiaria Saks Fifth Avenue en 1973. En 1990, BATUS vendió Saks a Investcorp S.A.,  en la cual después de invertir y el desgaste de la reciente recesión que había afectado a inicio de los años 1990 provocó que Saks pasara de pública en 1996 a Saks Holdings, Inc.  En 1998, Saks Holdings Inc. fue adquirida por Proffitt's, Inc.  Después del cierre de la adquisición, Proffitt's cambió su nombre a Saks Incorporated.
Desde su fusión, las acciones de la empresa han caído dramáticamente del precio original cuando Saks Fifth Avenue era una empresa pública, y la nueva Saks Incorporated ha tenido frecuentes cambios de negocios. Saks Inc. ha vendido todas sus otras tiendas minorista con la excepción de Club Libby Lu, una pequeña adquisición con sede en Chicago, Illinois. Saks Inc. aún sigue manteniendo el centro de apoyo en Jackson, Misisipi.
En 2005 algunos vendedores presentaron una denuncia en contra de Saks alegando cargos ilegales. The SEC formally investigated the complaint and Saks settled with the SEC in 2007.
En agosto de 2007 la Oficina Postal empezó un programa experimental vendiendo una extensión de código postal para negocios.   La primera empresa en hacerlo fue Saks Fifth Avenue en la cual recibió el código postal 10022-SHOE para el octavo piso del departamento de zapatos en su tienda principal de la Quinta Avenida. Ahora, la tienda principal localizada en la ciudad de Nueva York representa el 20% de todo el ingreso anual.

## En la cultura popular
- En la película Clueless, Saks fue mencionada como una de las tiendas departamentales favoritas de Cher y Dionne.
- En el musical del 2002 Thoroughly Modern Millie, el personaje titular Millie Dillmount menciona "comprando su ropa en Saks Fifth Avenue" al describir su deseo de ser rica y vivir como la clase alta de la ciudad de Nueva York en la canción "How the Other Half Lives."[5]
- En la serie de televisión Charmed (Capítulo Kill billie Vol 1), Billie menciona que su traje lo compró en Saks.
- La actriz Winona Ryder fue encontrada robando en una tienda Saks Fifth Avenue en Beverly Hills, California, el 12 de diciembre de 2001.
- En el reino de Shrek 2 de Muy Muy Lejano, la tienda es parodiada como Saxon Fifth Avenue.
- En la adaptación de la película del 2005  de Steve Martin Shopgirl, Claire Danes aparece como Mirabelle Buttersfield, un artista aspirante y socio en ventas en Saks Fifth Avenue en Beverly Hills .  Lo interesante fue que en la película cambiaron el nombre; y Mirabelle trabaja en Neiman Marcus.
- En la película de 2004 Shall We Dance?, el personaje de Susan Sarandon  Beverly Clark trabaja en Saks Fifth Avenue.
- En el episodio de Los Simpsons cuando Lisa va de compras, ella fue a "Saks Fifth Grade."
- En un episodio de Seinfeld, Helen Seinfeld obtiene un regalo muy valuado en los ojos de Cosmo Kramer (en este caso, crema de manos), en la cual le pregunta la fuente del artículo. Helen le contesta "Saks Fifth Avenue en Miami," hasta que Kramer responde, "Lo recordaré por si alguna vez voy a Florida." Jerry responde sarcásticamente, diciendo, "Sí, o si alguna vez estás en la Fifth Avenue aquí en la ciudad de Nueva York, puedes tomar obtener algo aquí."
- En la opera popular de rock "Rent", Saks es mencionada en la canción "Christmas Bells", en la línea, "Christmas Bells are ringing, Christmas bells are ringing, Christmas bells are singing on t.v., at Saks!"
- En la famosa serie estadounidense de Friends en el primer episodio 'El del póker' de la primera temporada, después de enviar currículum vítae a diferentes empresas en busca de trabajos/entrevistas, Rachel Green obtiene un ofrecimiento para una entrevista en Saks Fifth Avenue, en la cual Phoebe Buffay le contesta "Es como que la nodriza te está llamando a casa!"
- En la serie de televisión Gossip Girl tercera temporada, Serena van der Woodsen le menciona a Chuck Bass que para contentar a Blair Waldorf vaya a Saks y le compre unos Louboutin.
- En la serie de "Sex and the  City", Saks era la tienda favorita de Carrie Bradshaw.
- Mercedes-Benz ha creado modelos 20 S600s en cooperación con Saks Fifth Avenue y sacó al mercado la Edición S600 Saks; los autos vienen en una combinación especial de colores, en la cual todos fueron comprados en los primeros siete minutos después de salir al mercado.
- En la película de 2008 "The Women", parte de la trama se desarrolla en Saks, y es además donde trabaja el personaje interpretado por Eva Mendes. El personaje de Annette Bening sentencia en cierta escena: "Una cosa debes aprender... nadie odia Saks".
- En el capítulo séptimo de la segunda temporada de Gilmore Girls la ropa donada para el desfile es provista por Saks.
- En la película "Y dónde están las rubias?" Megan Vangerbilt menciona "Tu mamá es tan tonta que compra en Saks"
- En un capítulo de Los Simpson, la familia viaja a una ciudad donde se encuentran con "Mac's Fifth Avenue".
- En un capítulo de la serie de Netflix Gambito de dama se le ve a Beth Harmon pasando frente a una de estas tiendas